# Fernley (Nevada)
Fernley es una ciudad ubicada en el condado de Lyon en el estado estadounidense de Nevada. En el año 2000 tenía una población de 12.673 habitantes y una densidad poblacional de 93,1 personas por km².

## Geografía
Fernley se encuentra ubicada en las coordenadas 39°35′55″N 119°12′54″O / 39.59861, -119.21500.

## Demografía
Según la Oficina del Censo en 2000 los ingresos medios por hogar en la localidad eran de $44.695, y los ingresos medios por familia eran $49.596. Los hombres tenían unos ingresos medios de $37.480 frente a los $26.938 para las mujeres. La renta per cápita para la localidad era de $18.622. Alrededor del 6,3% de la población estaban por debajo del umbral de pobreza.